# OLED

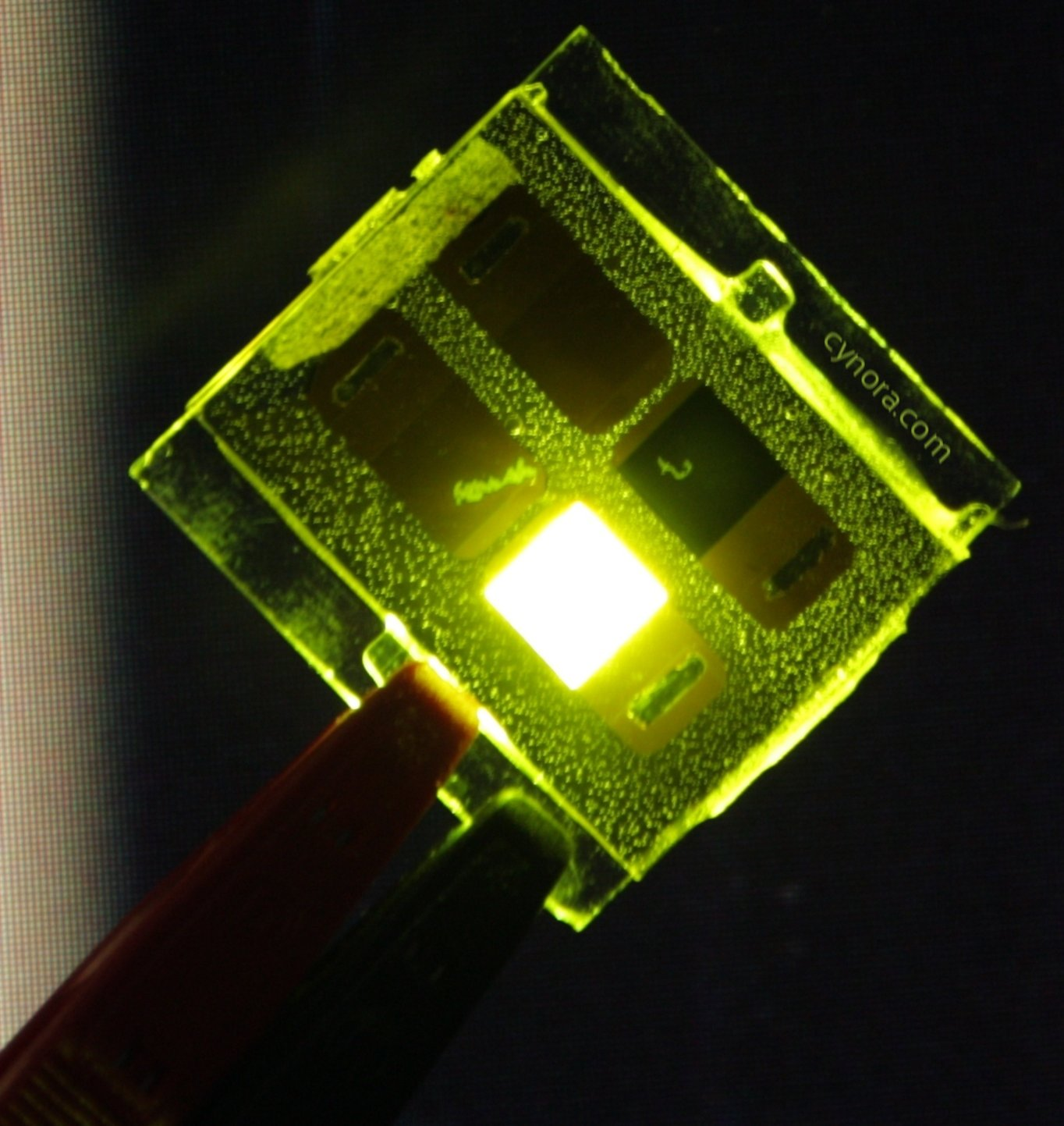
Zöld fényt kibocsátó OLED eszköz

Az OLED (szerves fénykibocsátó dióda – organic light-emitting diode) egy speciális LED technológia, amelynek lényege, hogy a fénykibocsátásért felelős elektrolumineszcens réteg egy szerves vegyületből áll, amely elektromos áram hatására világít. Ez a réteg szerves félvezető anyagból készül, és két elektróda – az anód és a katód – között helyezkedik el. A fény hatékony kijutása érdekében az egyik elektróda általában átlátszó, leggyakrabban indium-ón-oxid (ITO) bevonattal ellátott üveg vagy műanyag. Az OLED technológia egyedülálló tulajdonságai révén forradalmasította a kijelzők és világítási rendszerek világát, különösen az energiahatékonyság és a dizájn szempontjából.
Az OLED-eket két fő csoportba soroljuk aszerint, hogy milyen típusú szerves anyagokat használnak: a kis molekulákon alapulókat és a polimereket alkalmazókat. Emellett a képpontvezérlés módja szerint megkülönböztetünk passzív mátrixú (PMOLED) és aktív mátrixú (AMOLED) változatokat. Az AMOLED technológia esetében egy vékonyréteg-tranzisztorokat tartalmazó hátlap biztosítja az egyes képpontok precíz ki- és bekapcsolását, ami lehetővé teszi a nagyobb felbontású és méretű kijelzők gyártását. Az OLED kijelzők egyik legnagyobb előnye a hagyományos folyadékkristályos (LCD) technológiával szemben, hogy nem igényelnek háttérvilágítást. Ez nemcsak vékonyabb és könnyebb konstrukciót eredményez, hanem kiemelkedő kontrasztarányt is biztosít, hiszen a fekete színt a képpontok teljes kikapcsolásával, minimális energiafelhasználással jelenítik meg. Ugyanakkor hátrányuk, hogy a szerves anyagok korlátozott hővezetése miatt a maximális fényerősségük alacsonyabb lehet az LCD-knél, ami bizonyos alkalmazásokban kihívást jelenthet. Az OLED-ek napjainkban egyre szélesebb körben terjednek el: megtalálhatók televíziókban, monitorokban, valamint kisméretű, hordozható eszközök – például mobiltelefonok, PDA-k és okosórák – kijelzőiként, sőt, újabban nagy felületű világítási megoldásokban, például modern épületek belső tereiben is alkalmazzák őket.

## Működési elv
Az OLED technológia alapja egy többrétegű szerkezet, amelynek központi eleme a két elektróda – az anód és a katód – között elhelyezkedő szerves vegyületréteg. Ezt a réteget egy hordozófelületre, például üvegre vagy hajlékony műanyagra viszik fel, attól függően, hogy milyen alkalmazásra szánják. A szerves vegyületek különlegessége, hogy elektromos vezetőképességgel rendelkeznek: molekuláik kolligációs kovalens kötései révén a pi-kötésű elektronok szabadon elmozdulhatnak. Vezetőképességük a szigetelők és a hagyományos vezetők között helyezkedik el, ezért nevezik őket szerves félvezetőknek. A szerves félvezetőkben a legmagasabb betöltött és a legalacsonyabb betöltetlen molekulapályák (HOMO/LUMO) energiaszintjei megfelelnek a hagyományos (szervetlen) félvezetők vegyérték- és vezetési sávjainak, ami lehetővé teszi a fénykibocsátást.
A kezdeti OLED-ek még egyetlen szerves rétegből álltak, ám a hatékonyság növelése érdekében ma már több réteget – úgynevezett multilayer struktúrát – alkalmaznak. A többrétegű felépítés optimalizálja a töltéshordozók áramlását: az elektródák anyagának gondos megválasztásával javítják a töltés-injektálást, vagyis a töltéshordozók hatékonyabb becsatolását a szerves rétegekbe, miközben csökkentik a fénykibocsátás nélkül átjutó töltések mennyiségét. A modern OLED-ek gyakran kétréteges felépítést követnek, amely egy vezető és egy fénykibocsátó rétegből áll, de a kutatások előrehaladtával a kvantumhatásfokot sikerült 19%-ra növelni az úgynevezett lépcsős heteroátmenet technológiával. Ez a módszer az elektron- és lyukszállító anyagokat folyamatosan váltakozva építi be a fénykibocsátó rétegbe – hasonlóan a hagyományos félvezetők p-n átmenetéhez –, így ötvözi a hatékony töltés-injektálás és a kiváló töltésszállítás előnyeit, ami stabilabb és erősebb fénykibocsátást eredményez.
A működés során nyitóirányú feszültséget alkalmaznak az OLED-re, vagyis az anód pozitív, a katód pedig negatív töltést kap. Ez elektronáramlást indít meg a katódtól az anód felé: az elektronok a katód felől belépnek a szerves réteg legalacsonyabb betöltetlen molekulapályáira (LUMO), míg az anód felől lyukak – vagyis elektronhiányok – keletkeznek a legmagasabb betöltött molekulapályákon (HOMO). Az elektrosztatikus vonzás hatására az elektronok és lyukak a szerves rétegben egymás felé mozognak, majd párokat alkotva rekombinálódnak. Ez a folyamat többnyire a fénykibocsátó rétegben zajlik, mivel a szerves félvezetőkben a lyukak általában mozgékonyabbak, mint az elektronok. A rekombináció során felszabaduló energia foton formájában távozik, amelynek hullámhossza – vagyis a kibocsátott fény színe – a szerves anyag tiltott sávjának szélességétől, pontosabban a HOMO és LUMO energiakülönbségétől függ. Ez a rugalmasság lehetővé teszi, hogy az OLED-ek széles színskálát jelenítsenek meg, a mély feketétől az élénk árnyalatokig.

## Anyagtechnológiák

### Kis molekulák
A hatékony, kis molekulákon alapuló OLED-eket először az Eastman Kodak cég fejlesztette ki az 1980-as években, és kezdetben az OLED kifejezés kizárólag erre a technológiára utalt. Ma már a pontosabb megkülönböztetés érdekében gyakran SM-OLED (small-molecule OLED) néven hivatkoznak rá. Ebben a típusban olyan vegyületeket használnak, mint a kelátképző {\displaystyle {\ce {Alq3}}} {\displaystyle {\ce {AlC9H6NO3}}}, valamint fluoreszcens és foszforeszcens festékanyagokat, például perilént {\displaystyle {\ce {C20H12}}} vagy rubrént {\displaystyle {\ce {C42H28}}}. Emellett konjugált dendrimereket és töltésszállító anyagokat – például trifenilamint {\displaystyle {\ce {C6H53N}}} és származékait – is alkalmaznak a jobb elektron- vagy lyukszállítás érdekében. Az {\displaystyle {\ce {Alq3}}} például zöld fényt kibocsátó és elektronszállító anyagként egyaránt népszerű, sokoldalúsága miatt.
A kis molekulákból álló OLED-ek gyártása általában vákuum-párologtatással történik, ami precíz rétegfelvitelt és komplex, többrétegű struktúrák kialakítását teszi lehetővé. Ez a technológia homogén és rendkívül hatékony OLED-eket eredményez, ám a gyártási folyamat magas költségei miatt kevésbé alkalmas nagy felületű kijelzők tömegtermelésére. Ugyanakkor a vákuum-párologtatás rugalmassága páratlan: pontosan szabályozható rétegvastagságokat és kifinomult szállítótrétegeket hoz létre, ami különösen a kutatás-fejlesztés és a prémium minőségű eszközök gyártása terén előnyös.

### Polimeralapú OLED-ek
A polimereket használó OLED-ek, vagyis a PLED-ek (polymer light-emitting diodes) egy elektrolumineszcens vezető polimert (LEP, light-emitting polymer) tartalmaznak, amely külső feszültség hatására világít. Ezeket az anyagokat oldatokból állítják elő, például centrifugális rétegezéssel (spin coating) vagy tintasugaras nyomtatáshoz hasonló technológiával, ami költséghatékonyabb és nagy felületű alkalmazásokra is alkalmas. A vákuummentes gyártás jelentős előny a kis molekulákhoz képest, ám hátránya, hogy a többrétegű szerkezetek kialakítása nehézkes, mivel az új rétegek felvitele feloldhatja a korábbiakat. Emiatt a fém katódot gyakran mégis vákuum-párologtatással vagy Langmuir-Blodgett filmtechnikával készítik el.
A PLED-ekben leggyakrabban polifluorén {\displaystyle {\ce {C13H8N}}} és polifenilén-vinilén {\displaystyle {\ce {C8H6N}}} származékokat használnak. Az oldalláncok szubsztitúciójával a kibocsátott fény hullámhossza finomhangolható, így a polimerek sokoldalúbb színválasztékot kínálnak. Ez a technológia különösen ígéretes a hajlékony kijelzők és a nagy volumenű gyártás szempontjából, bár a rétegek stabilitása és élettartama még fejlesztést igényel.

## Eszköz-struktúrák és az OLED technológia sajátosságai

### Eszköz-struktúrák
Az OLED technológia különböző strukturális megoldásai jelentősen befolyásolják az eszközök teljesítményét és alkalmazási lehetőségeit. Az alul vagy felül emittáló OLED-ek átlátszó vagy féligátlátszó elektródákat alkalmaznak, amelyek lehetővé teszik a fény távozását az átlátszó hordozókon keresztül. A felül emittáló konstrukciók különösen előnyösek az aktív mátrixú (AMOLED) alkalmazásokban, mivel könnyebben integrálhatók a nem átlátszó vékonyréteg-tranzisztoros hátlapokkal.
Az átlátszó OLED-ek esetében mindkét elektróda átlátszó vagy féligátlátszó kialakítású, így a készülék mindkét oldalról látható fényt bocsát ki. Kiemelkedő kontrasztjuknak köszönhetően erős napfényben is kiválóan használhatók, átlátszóságuk pedig ideálissá teszi őket fedélzeti kijelzők (HUD) és kiterjesztett valóság alkalmazások területén. Jelentős előrelépést jelentett, amikor 2010-ben a Finetech Japan szakkiállításon a Novaled bemutatta 60-70%-os átlátszóságú OLED paneljét, amely új távlatokat nyitott a technológia alkalmazásában.
A lépcsős heteroátmenet technológia jelentősen fokozza a belső kvantumhatásfokot, akár kétszeresére is növelve azt a rétegek közötti töltésszállítás optimalizálásával. A rakatolt (stacked) konstrukciókban a vörös, zöld és kék szubpixelek nem egymás mellett, hanem egymáson helyezkednek el, ami szélesebb színtartományt, mélyebb árnyalatokat és kisebb holttereket eredményez a pixelek között.

### Az OLED-ek előnyei
Az OLED technológiát leggyakrabban az LCD kijelzőkkel vetik össze, és számos előnnyel rendelkezik. 
- A közeljövőben várhatóan alacsonyabb költséggel állíthatók majd elő, mivel gyártásuk a tintasugaras nyomtatáshoz hasonló egyszerű technológiával valósítható meg, ami elméletileg csökkentheti a kiadásokat a folyadékkristályos vagy plazma kijelzőkhöz képest, bár a tömeggyártás teljes beindulása még várat magára.
- Az OLED kijelzők hajlékony alapanyagokra is felvihetők, lehetővé téve hajlítható, feltekerhető vagy akár ruházatba integrálható megjelenítők készítését, ami számtalan új dizájnlehetőséget kínál.
- A közvetlen fénykibocsátás eredményeként nagyobb látószögből is élvezhetők, mint az LCD-k, és fényerősségük is precízebben szabályozható.
- Energiahatékonyság szempontjából is kiemelkedők, mivel a sötét képpontok minimális áramot igényelnek, szemben az LCD-k állandó háttérvilágításával, így különösen takarékosak sötét tartalmak megjelenítésekor.
- Válaszidejük a LED-ekhez hasonlóan rendkívül gyors, körülbelül 0,01 milliszekundum, míg az LCD-k 2-8 milliszekundumos értékkel rendelkeznek, ami simább mozgásmegjelenítést biztosít.

### Az OLED-ek hátrányai
Az OLED technológia előnyei mellett több kihívással is szembesül.
- A szerves anyagok élettartama kezdetben problémás volt, különösen a kék OLED-eké, amelyek fényereje 14 000 óra használat után felére csökkent – ez napi 8 órás működtetés mellett körülbelül 5 évet jelent. Összehasonlításképpen, az LCD és LED technológiák 25 000–40 000 órás élettartamot kínálnak. Az OLED-ek élettartamát azonban a fénykicsatolási technológiák fejlesztésével folyamatosan növelik. Figyelemre méltó eredmény volt 2007-ben, amikor kísérleti OLED-ek zöld fényben 198 000, kékben pedig 62 000 órás teljesítményt értek el 400 cd/m² fényerő mellett.
- A színegyensúllyal kapcsolatos problémák szintén kihívást jelentenek, mivel ha egy színkomponens gyorsabban veszít fényerejéből, az idővel a színegyensúly eltolódásához vezethet. Ez elektronikus korrekcióval javítható, azonban összetettebb vezérlést igényel.
- Az energiafelhasználás szempontjából az OLED-ek kettős természetűek: míg sötét képek megjelenítésekor rendkívül takarékosak (az LCD fogyasztásának mindössze 40%-át igénylik), addig világos, például fehér hátterű tartalom esetén akár kétszer-háromszor több energiát is felhasználhatnak.
- A beégés jelensége is problémát okozhat, amikor a tartósan azonos tartalmat megjelenítő képpontok gyorsabban öregednek, ami helyi fényerő- vagy színváltozást eredményezhet, különösen statikus képeknél.
- Végül, az UV-érzékenység is figyelmet érdemel, mivel az ultraibolya sugárzás károsítja a szerves rétegeket. Ennek ellensúlyozására a modern OLED eszközök UV-szűrőkkel vannak ellátva, hogy elkerüljék a gyors degradációt.

## További olvasnivalók
- P. Chamorro-Posada, J. Martín-Gil, P. Martín-Ramos, L.M. Navas-Gracia, Fundamentos de la Tecnología OLED (Fundamentals of OLED Technology). University of Valladolid, Spain (2008). ISBN 978-84-936644-0-4. Available online, with permission from the authors, at the webpage: http://www.scribd.com/doc/13325893/Fundamentos-de-la-Tecnologia-OLED
- Shinar, Joseph (Ed.), Organic Light-Emitting Devices: A Survey. NY: Springer-Verlag (2004). ISBN 0-387-95343-4.
- Hari Singh Nalwa (Ed.), Handbook of Luminescence, Display Materials and Devices, Volume 1–3. American Scientific Publishers, Los Angeles (2003). ISBN 1-58883-010-1. Volume 1: Organic Light-Emitting Diodes
- Hari Singh Nalwa (Ed.), Handbook of Organic Electronics and Photonics, Volume 1–3. American Scientific Publishers, Los Angeles (2008). ISBN 1-58883-095-0.
- Müllen, Klaus (Ed.), Organic Light Emitting Devices: Synthesis, Properties and Applications. Wiley-VCH (2006). ISBN 3-527-31218-8
- Yersin, Hartmut (Ed.), Highly Efficient OLEDs with Phosphorescent Materials. Wiley-VCH (2007). ISBN 3-527-40594-1